# Бондаревский, Григорий Львович
Григо́рий Льво́вич Бондаре́вский (при рождении Бондуровский; 25 января 1920, Одесса — 7 августа 2003, Москва) — советский и российский востоковед. Доктор исторических наук (1965), профессор (1966), академик Академии социальных наук, Международной академии информатизации. Почётный академик РАЕН.

## Биография
Внук купца II-й гильдии, кондитера Льва Абрамовича Крахмальникова. Отец Шмуель-Лейб Ицкович Бондуревский (1891—?), каменский мещанин Киевской губернии и мать Софья Львовна (Эсфирь Лейбовна) Крахмальникова (1895—1973) заключили брак 3 июня 1918 года в Одессе.
Окончил исторический факультет МГУ (1940), затем учился в аспирантуре МГУ (1941). В 1941—1942 годах — декан исторического факультета Педагогического института им. Т. Шевченко в Сталинабаде. В 1942—1945 годах служил в РККА, политрук.
В 1945—1951 годах — начальник Политотдела НКИД Узбекистана. Одновременно в 1947—1956 годах — заведующий кафедрой истории Востока и с 1951 года — декан восточного факультета Среднеазиатского государственного университета.
С 1956 года в Москве, заведовал отделом международных проблем Института востоковедения (Института народов Азии) АН СССР. В 1965 году защитил докторскую диссертацию «Борьба за Персидский залив, Аравийский полуостров и Красное море на рубеже XIX—XX вв.». С 1976 года — заведующий сектором социологии международных отношений, советник Института социологии, Института социально-политических исследований (ИСПИ) РАН. В 1976—1984 годах — профессор Дипломатической академии МИД СССР.
Состоял членом Антисионистского комитета советской общественности.
Был убит 7 августа 2003 года в Москве. Обвиняемый в преступлении впоследствии был оправдан судом присяжных.

## Научное наследие
Автор 27 монографий и более 300 статей, опубликованных в российской и зарубежной печати.
- Багдадская дорога и проникновение германского империализма на Ближнем Восток (1888—1903). — Ташкент, 1955.
- Английская политика и международные отношения в бассейне Персидского залива (кон. 19 — нач. 20 вв.). — М., 1968.
- Особенности борьбы за господство в Индийском океане и Персидском заливе в 19—20 вв. — М., 1985.

## Признание и награды
Приглашённый профессор Даремского университета.
Заслуженный деятель науки РСФСР (1982), почётный доктор Мирутского университета (Индия), лауреат Международной премии им. Джавахарлала Неру.
Кавалер индийского ордена «Падма Шри».